# دانييل فرانك أوستين
دانييل فرانك أوستين (بالإنجليزية: Daniel Frank Austin)‏ (و. 1943 – 2015 م) هو عالم نبات، وأستاذ جامعي، ومستكشف أمريكي، ولد في بادوكا، توفي في توسان، أريزونا، عن عمر يناهز 72 عاماً.